# Гайдуков, Владимир Ильич
Влади́мир Ильи́ч Гайдуко́в (род. 27 октября 1946, Дубровка, Брянская область, РСФСР, СССР) — советский и российский политический и государственный деятель, председатель Брянской областной думы (2004—2014).

## Биография
Родился 27 октября 1946 года в посёлке Дубровка, Брянская область, РСФСР, СССР. Окончил местную среднюю школу, после чего был призван на службу в армию. 
В 1968 году поступил в Брянский государственный инженерно-технологический университет, который окончил в 1973 году, устроившись на работу инженером в области домостроения Брянска. С 1986 по 1988 год проходил обучение в Московской Высшей партийной школе, после окончания которой стал работать инструктором в Брянском обкоме КПСС. В 1997—2000 годах работал полномочным представителем президента России в Брянской области, окончив в 1999 году Российскую академию народного хозяйства и государственной службы со степенью кандидата экономических наук.
В 2003 году возглавил региональную федерацию тенниса. С 2004 по 2014 год являлся депутатом и председателем Брянской областной Думы, после чего был избран в Брянский городской Совет народных депутатов.

## Награды
- Заслуженный строитель Российской Федерации[1]